# 5U busz (Zalaegerszeg)
A zalaegerszegi 5U jelzésű autóbusz a Vasútállomás és Ságod között közlekedik, Neszele érintésével. A vonalat a Volánbusz üzemelteti.

## Útvonala
| Ságod, Új utca 14. felé | Vasútállomás felé |
| --- | --- |
| Vasútállomás vá. – Zrínyi Miklós utca – Kosztolányi Dezső utca – Kovács Károly tér – Batthyány Lajos utca – Kaszaházi út – Kiserdei út – Gébárti út – Neszele, forduló – Gébárti út – Ságodi út (– bekötőút – Termálfürdő, forduló – Ilosvai út – bekötőút – Ságodi út –) – Új út – Ságod, Új utca 14. vá. | Ságod, Új utca 14. vá. – Új út – Paperdő utca – Ságodi út – (– bekötőút – Termálfürdő, forduló – Ilosvai út – bekötőút – Ságodi út –) Gébárti út – Neszele, forduló – Gébárti út – Kiserdei út – Kaszaházi út – Batthyány Lajos utca – Kazinczy tér – Széchenyi tér – Kossuth Lajos utca – Zrínyi Miklós utca – Vasútállomás vá. |

## Megállóhelyei
| 0    | Vasútállomás végállomás       | 24   | 1, 1U, 1Y, 3, 3Y, 4, 4A, 4E, 4U, 4Y, 9U, 10, 10Y, 11, 11A, 11Y, 41, C2, C4 Zalaegerszeg |
| 1    | Hunyadi utca                  | ∫    | 1, 1E, 1U, 1Y, 3, 3Y, 8, 9U, 10, 10C, 10Y, 26, 30, 30A, 30C, 41                         |
| 2    | Önkiszolgáló étterem          | ∫    | 1, 1E, 1U, 1Y, 3, 3Y, 4, 8, 9U, 10, 10C, 10Y, 26, 30, 41, C2                            |
| 4    | Kovács Károly tér             | ∫    | 1, 1E, 1U, 1Y, 3, 3C, 3Y, 5, 5C, 5Y, 8, 9, 9U, 10, 10C, 10Y, 26, 30, 41, C2, C5         |
| ∫    | Kórház (Zrínyi utca)          | 22   | 1, 1U, 1Y, 3, 3Y, 8, 8E, 9U, 10, 10Y, 11, 11A, 11Y, 41, C1                              |
| ∫    | Gyógyszertár (Kossuth utca)   | 20   | 1, 1U, 1Y, 3, 3C, 3Y, 8, 8C, 8E, 9U, 11, 11A, 11Y, 24, 41                               |
| ∫    | Széchenyi tér                 | 18   | 1, 1U, 1Y, 3, 3C, 3Y, 5, 5C, 5Y, 8, 8C, 8E, 9U, 11, 11A, 11Y, 24, 41                    |
| 7    | Kaszaháza                     | 16   | 3, 3Y, 5, 5C, 5Y                                                                        |
| 8    | ZALACO Zrt.                   | 15   | 3, 3Y, 5, 5Y                                                                            |
| 10   | Új köztemető, bejárati út     | 13   | 3, 3Y, 5, 5Y                                                                            |
| 11   | Új köztemető                  | 12   | 5, 5Y                                                                                   |
| 12   | Új köztemető, bejárati út II. | 11   | 5, 5C, 5Y                                                                               |
| (+2) | Neszele, autóbusz-forduló     | (+2) | 5C, 5Y                                                                                  |
| 13   | Ságod, tsz-major              | 6    | 5, 5C, 5Y, C5                                                                           |
| (+1) | Ságod, Termál lakópark        | (+2) | 5, 5C, 5Y                                                                               |
| (+2) | Ságod, Termálfürdő (AquaCity) | (+1) | 5, 5C, 5Y                                                                               |
| 15   | Ságod, tűzoltószertár         | 4    | 5, 5C, 5Y                                                                               |
| 16   | Ságod, iskola                 | 2    | 5, 5C, 5Y                                                                               |
| 17   | Ságod, Új utca 2.             | ∫    | 5, 5C, 5Y                                                                               |
| 18   | Ságod, Új utca 14. végállomás | 0    | 5, 5C, 5Y                                                                               |